# 등압과정
등압과정(等壓過程, isobaric process)은 압력이 일정하게 유지되는 열역학 과정이다.
{\displaystyle \Delta P=0.}
등압과정에서는 계에 전달된 열이 일을 하지만, 또한 계의 내부 에너지도 변화한다.
{\displaystyle Q=\Delta U+W\,}

노란 면적이 한 일을 나타낸다.

열역학 제1법칙에 따라 {\displaystyle W}는 계가 한(by the system) 일이고, {\displaystyle U}는 내부 에너지, {\displaystyle Q}는 열이다. 닫힌 계에서의 압력-부피 일은 다음과 같이 정의된다.
{\displaystyle W=\int \!p\,dV\,}
{\displaystyle \Delta }는 전체 과정 동안의 변화, {\displaystyle d}는 미분을 나타낸다. 압력이 일정하므로 상기 식은 다음과 같이 다시 쓰일 수 있다.
{\displaystyle W=p\Delta V\,}.
이상기체 상태 방정식을 적용하면 식은
{\displaystyle W=n\,R\,\Delta T}
이 되며 기체의 양이 일정하게 유지된다는 것을 시사한다. 예컨대 화학반응이 일어날 때 상전이가 일어나지 않는 경우가 그러하다. 에너지 등분배법칙에 따르면 내부 에너지 변화는 계의 온도에 다음과 같이 유관하다.
{\displaystyle \Delta U=n\,c_{V}\,\Delta T},
이때 {\displaystyle c_{V}}는 어떤 일정한 부피에서의 비열이다.
마지막 두 방정식을 첫 방정식으로 나눠 버리면 다음과 같다.
{\displaystyle Q=n\,c_{V}\,\Delta T+n\,R\,\Delta T}
{\displaystyle =n\,(c_{V}+R)\,\Delta T}
{\displaystyle =n\,c_{P}\,\Delta T},
이때 {\displaystyle c_{P}}는 어떤 일정한 압력에서의 비열이다.

## 같이 보기
- 단열과정
- 등적과정
- 등온과정
- 다방과정
- 등엔탈피 과정